# Streblocera adusta
Streblocera adusta är en stekelart som beskrevs av Chou 1990. Streblocera adusta ingår i släktet Streblocera och familjen bracksteklar. Inga underarter finns listade i Catalogue of Life.